# جمهورية بورقراق
جمهورية أبي رقراق أو جمهورية سلا أو جمهورية قراصنة بورقراق، هي جمهورية بحرية ظهرت في منطقة مصب نهر أبي رقراق، بين سنتي 1627 و1668. كانت الجمهورية عبارة عن تنظيم سياسي بلوتوقراطي أوليغاركي، قوامه قراصنة بحريون، تمركزوا في مدينتي سلا والرباط. تشكلت الجمهورية، في البداية من مسلمي منطقة أورناتشوس المطرودين من الأندلس، قبل أن يلتحق بهم موريسكيون آخرون، واعتمدت على القرصنة البحرية كأساس لاقتصادها. امتد مجال عملياتها البحرية إلى السواحل والأساطيل الملاحية الإيبيرية، قبل أن يتسع ليشمل مصالح دول أوروبية أخرى، ووصل مداها إلى غاية كورنوال وأيسلندا.

## تاريخ

### سياق النشأة

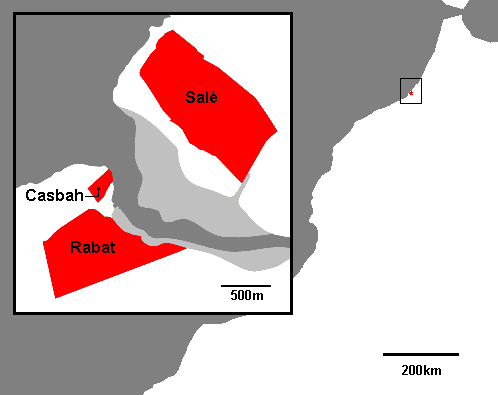
خريطة جمهورية بورقراق، والتي تبين موقع المدن الثلاث: سلا، القصبة، والرباط.

خلال القرن 16 وبداية القرن 17، لجأ مئات الآلاف من الموريسكيين نحو المغرب. وتزايدت وتيرة الهجرة بشكل حاد إثر مرسومي الطرد لسنتي 1609 و1610. وكانت أولى أنشطة القرصنة البحرية التي مارسها اللاجئون الأندلسيون في تطوان، منذ العهد الوطاسي، وكانت تهاجم الأساطيل الإسبانية والبرتغالية في منطقة بحر البوران ومضيق جبل طارق.
رغم ارتباط تسميتها بسلا، إلا أن البداية الحقيقية لجمهورية بورقراق كانت في الضفة الجنوبية للمصب، في قصبة الوداية، ومحيطها الذي كان يعرف آنذاك، بسلا الجديدة.
شيدت مدينة الرباط من طرف السلطان الموحدي يعقوب المنصور، مباشرة بعد انتصاره في معركة الأرك، سنة 1191، إلا أنها ظلت مدينة غير مكتملة، وكانت في حدود سنة 1600 مشكلة من أسوار دفاعية وقصبة عسكرية، المؤسسة في العهد المرابطي، وبضع مئات من المساكن، إضافة إلى مسجد غير مكتمل (صومعة حسان)؛ أما سلا فعرفت منذ نهاية القرن 16 نموا عمرانيا وسكانيا مهما، أساسه الساكنة الأندلسية المطرودة من شبه الجزيرة الإيبيرية. تم توطين أول الحرناشيين (أندلسيو منطقة أورناتشوس)، في موقع الرباط، في عهد السلطان السعدي عبد الملك (1576-1578)؛ وقاموا بتعمير المدينة، عبر ترميم أسوارها وتزويدها بتحصينات مدافع، كما قاموا بتشييد أحياء سكنية وحمامات وأفران. كان للحرناشيين في الأندلس شبه استقلال ذاتي عن السلطة الملكية الإسبانية، وقوتهم العسكرية الخاصة بهم، التي مكنتهم من الصمود أمام حملات محاكم التفتيش وهو ما يفسر كونهم آخر الموريسكيين المطرودين من الأندلس.
كانت الدولة السعدية، تمر خلال تلك الفترة بأزمة سياسية، تلت وفاة أحمد المنصور الذهبي، سنة 1602، وتمثلت في انقسامها حول ابني المنصور: زيدان الناصر (في مراكش) والشيخ المأمون (في فاس). تحالف زيدان الناصر، في حربه ضد أخيه مع الموريسكيين، بينما تحالف المأمون مع إسبانيا، وكان تسليم العرائش للإسبان ثمنا لهذا الدعم. انتهى الصراع بانتصار زيدان الناصر، الذي استغل المهارات الحربية للموريسكيين (و الحرناشيين خصوصا) في التوطيد العسكري لسلطته، خصوصا في منطقة درعة جنوبا، لمحاربة أبي حسون. إلا أن إبطاءه في دفع رواتبهم، دفعهم إلى الفرار من الجيش السعدي للاستقرار في الرباط وسلا.
سمح زيدان الناصر باستقرار الحرناشيين في الرباط بغرض التطوير العسكري للضفة الجنوبية لمصب بورقراق، وفي نفس الآن لثني ابن أخيه مولاي عبد الله عن أطماعه السياسية في السيطرة على سلا. جذبت الضفة الجنوبية للمصب، والتي كانت تسمى بسلا الجديدة العديد من الأندلسيين الذين قاموا بتعميرها، وتدريجيا، اكتسبوا استقلالية إزاء الدولة المركزية، بل وأيضا إزاء سلطة الزوايا الدينية التي كانت لها سلطة على المنطقة، كرباط المجاهد العياشي. أدى استعمار المهدية من طرف الإسبان إلى تحويل نشاط القرصنة البحرية إلى مصب بورقراق، ومعه العديد من القراصنة والمنشقين الأوروبيين، وخصوصا الهولنديين الذين كانت لهم دراية بصناعة السفن. أصبحت بذلك الرباط وسلا مركزا مزدهرا ونقطة انطلاق للقرصنة البحرية، وكان للسلطان زيدان قائد سلطاني بالمصب، يشرف على اقتطاع 10 بالمائة من مداخيل القرصنة لفائدة خزينة الدولة.
على غرار تنظيمهم السياسي في الأندلس، قام الحرناشيون، منذ 1614، بإرساء نظام حكم جماعي في المدينة، على رأسه قايد ينتخب لولاية سنة، يساعده مجلس استشاري (الديوان) مكون من 16 عضوا، يرأسه أمير بحر (أميرال). أول حكام الجمهورية كان إبراهيم بارغاس، ثم تلاه يان يانزون (مراد الرايس) بين 1624 و1627.

### الاستقلال

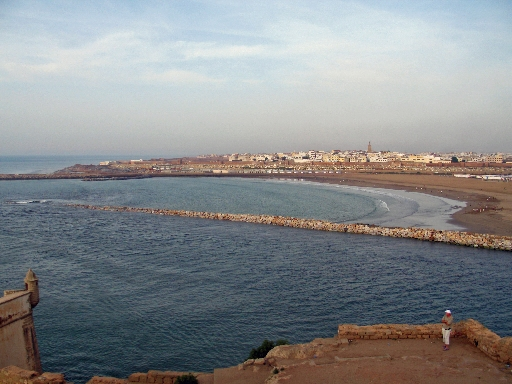
نظرة إلى مصب نهر أبي رقراق من قصبة الوداية، وتظهر في خلف الصورة أسوار مدينة سلا.

بعد انتهاء ولاية مراد رايس، في 1627، انتفض الموريسكيون على وصاية ممثل السلطان وتضريبه لجزء من مداخيل القرصنة لفائدة مولاي زيدان. سيطر الحرناشيون بين 1627 و1630 على السلطة باحتكارهم لكل مقاعد الديوان، مما أثار الموريسكيين (سكان الرباط، خارج القصبة)، وخلق توترات انتهت بمواجهات دامية أسفرت عن اتفاق الطرفين سنة 1630، بوساطة من السفير الإنجليزي هاريسون، حول انتخاب القايد من ساكنة سلا الجديدة (الرباط)، واستقراره في القصبة، وتقسيم أعضاء الديوان الستة عشر، بالتساوي، بين منتخبي القصبة ومنتخبي سلا الجديدة (الرباط). أسفر الاتفاق أيضا عن تقسيم موارد غنائم القرصنة والجمارك، بالتساوي، بين الطائفتين.
أنتجت الجمهورية مشهدا ديمغرافيا ولغويا فريدا في مصب بورقراق، بروافد متنوعة: عربية وأندلسية وإسبانية وهولندية وألمانية وإنجليزية، مما خلق مشهدا لغويا محوره لغة تواصل مشترك مولدة من اللغات الأصلية لسكان الجمهورية.
على امتداد سنوات وجودها، ظلت جمهورية بورقراق تتجاذب بين وجهين متناقضين: نجاحاتها في المجال البحري وحالة اللاستقرار الدائم التي طبعت مجالها البري، والذي وسمته النزاعات الداخلية والاختلافات الثقافية والسكانية بين ساكنة مكوناتها الثلاث (القصبة، الرباط وسلا)، إضافة إلى الدور الحاسم الذي لعبته، على امتداد تاريخها القوى الخارجية، وخصوصا، الدولة السعدية والزاوية الدلائية والقوى الأوروبية.

### الصراعات الداخلية والتأثيرات الخارجية

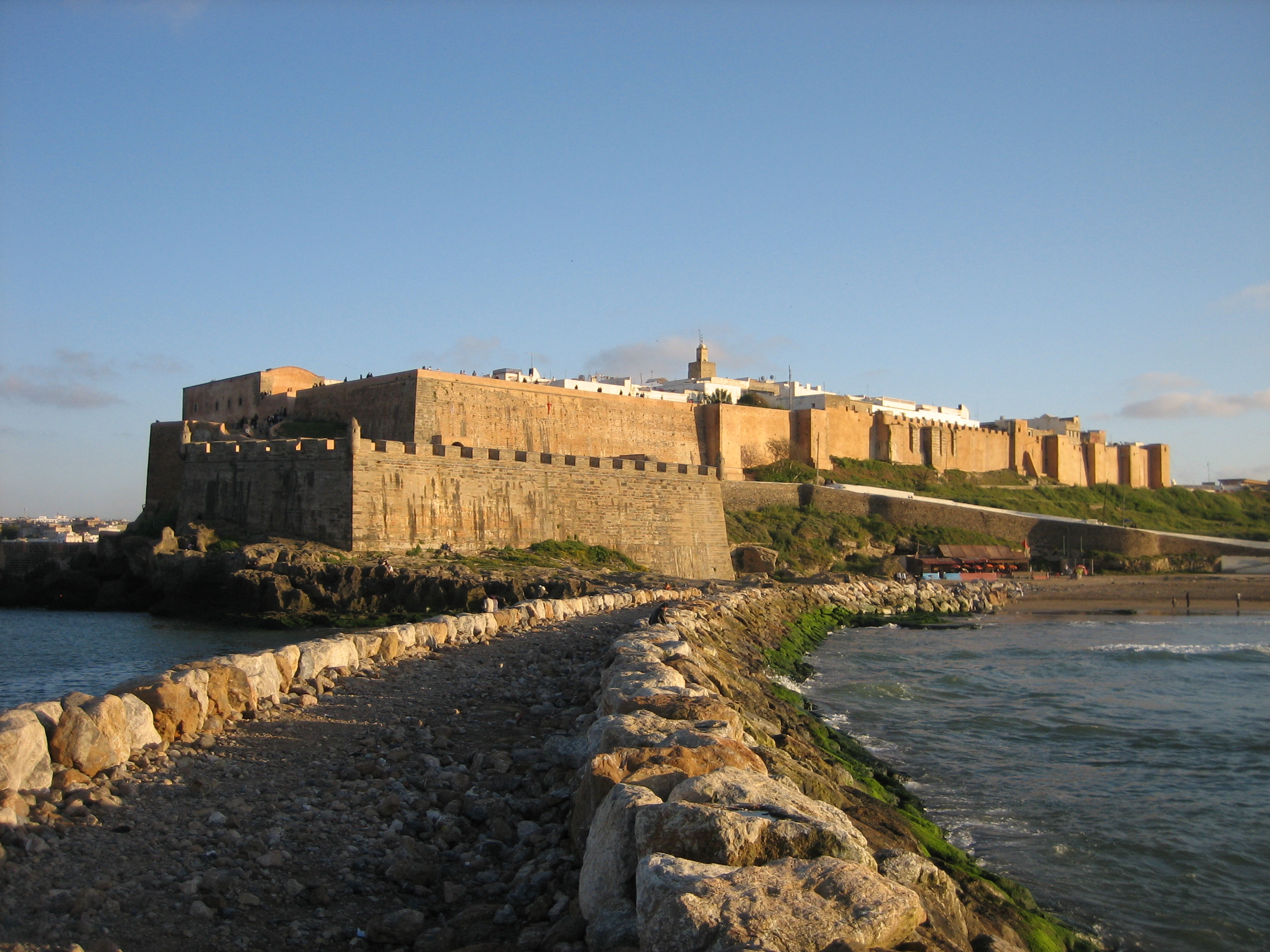
قصبة الأوداية، التي كانت المركز السياسي لجمهورية بورقراق

أفرز اتفاق 1630، ثلاثة كيانات شبه مستقلة في المصب: سلا البالي (سلا)، وسلا الجديد (الرباط خارج القصبة)، والقصبة، التي كانت الكيان المهيمن، والتي يتمركز بها الجهاز التسييري الرئيسي «الديوان». استمر التوتر في الضفة الجنوبية بين الحرناشيين والموريسكيين، وهو ما حاول استغلاله، سنة 1631، محمد العياشي، الذي كان يسيطر على سلا، وحاول مد نفوذه إلى الضفة الجنوبية، وتأديب الموريسكيين على تحالفهم، المرحلي، مع الإسبان في المعمورة. قصف العياشي ميناء الرباط والبواخر العابرة إليه، بواسطة خمس قطع مدفعية، إلى أن رفع الحصار سنة 1632.
في سنة 1636، انتفض الموريسكيون ضد الحرناشيين وقاموا بطردهم، والتجأ بعض الحرناشيين المطرودين إلى الجزائر وتونس. أصبحت بذلك القصبة والرباط تحت سيطرة الموريسكيين، الذين حاولوا مد نفوذهم نحو الضفة الشمالية والسيطرة على سلا البالي. في 3 أبريل 1637، قام أسطول إنجليزي بإيقاف التوسع الموريسكي نحو سلا، ودعم العياشي بقطع مدفعية، ذات مدى طويل تم نصبها في سلا. أدى حصار الرباط إلى ظهور إرهاصات مجاعة داخل أسوارها، عجلت بقبول الموريسكيين التفاوض مع العياشي. في 30 غشت 1637، رفع الإنجليز حصارهم البحري، واستمر العياشي في حصار الضفة الجنوبية. عرفت القصبة بعد ذلك تزايدا في التوتر والنزاع بين قادة القرصنة البحرية، انتهت باغتيال القايد القصري، حاكم القصبة، سنة 1638. اغتنم السلطان السعدي محمد الشيخ الصغير، حالة التصدع الداخلي هاته، لارسال تجريدة عسكرية، تحت قيادة الفرنسي مورا، للسيطرة على القصبة. تكتل بعد ذلك حرناشيو وموريسكيو سلا الجديد (الرباط) وقاموا بمحاصرة القصبة لاستردادها.
كانت كل الظروف مهيأة للقضاء نهائيا على كيان بورقراق، من طرف القوى الأوروبية التي كانت متضررة من نشاط القرصنة، إلا نقطة التحول التي أعادت للكيان نشاطه كانت دخول الزاوية الدلائية على خط المشهد السياسي في مصب بورقراق. في 1640، انطلق محمد الحاج الدلائي، في الزحف على مجموعة من المناطق المغربية، فسيطر على فاس ومكناس، واصطدم بمقاومة العياشي. بعد اغتيال العياشي في 30 أبريل 1641، أصبح الدلائيون القوة السياسية الوحيدة المؤثرة في منطقة مصب بورقراق. عين محمد الحاج الدلائي السعيد أجنوي قائدا على سلا، والذي كانت له سلطة أيضا على قائدي القصبة وسلا الجديدة. في 1644، كانت المدن الثلاث لمصب بورقراق، تحت السلطة الإدارية لأمير سلا سيدي عبد الله، ابن محمد الحاج، والذي كان الحاكم الفعلي لجمهورية بورقراق والمؤشر الحاسم على كل قرارات الجمهورية. أدى هذا الاستقرار السياسي إلى استرجاع القرصنة البحرية نشاطها، إلى غاية سنة 1660، حيث قرر الحرناشيون والموريسكيون الانقلاب على الدلائيين والاصطفاف مع الخضر غيلان. كان غيلان بصدد التوسع في منطقة السواحل الأطلسية الشمالية، حيث هزم الدلائيين في مولاي بوسلهام، ثم حاصر القصبة ودخلها سنة 1664، قاضيا على نفوذ الأمير سيدي عبد الله. لم يستطع غيلان ضبط المشهد السياسي في مصب بورقراق، إذ سرعان ما ظهر عجزه في إخماد التوترات الاجتماعية والانتفاضات، في المدن الثلاث.
في نهاية ستينيات القرن السابع عشر، انتهى التنافس بين الطوائف الثلاث التي كانت تتنازع التراب المغربي (العلويون، الدلائيون وغيلان) بإخضاع الرشيد بن الشريف لغيلان سنة 1667 وللدلائيين في يونيو 1668. دخلت جمهورية بورقراق بعد ذلك تحت حكم الدولة العلوية، فاقدة استقلاليتها بصفة نهائية سنة 1668، لتنتهي مرحلة استقلال نسبي مدتها 41 سنة، منها 27 سنة، تحت ظل الدلائيين، والتي كانت الفترة الأكثر استقرارا ورخاء اقتصاديا في تاريخ جمهورية بورقراق.

### طبيعة النظام السياسي

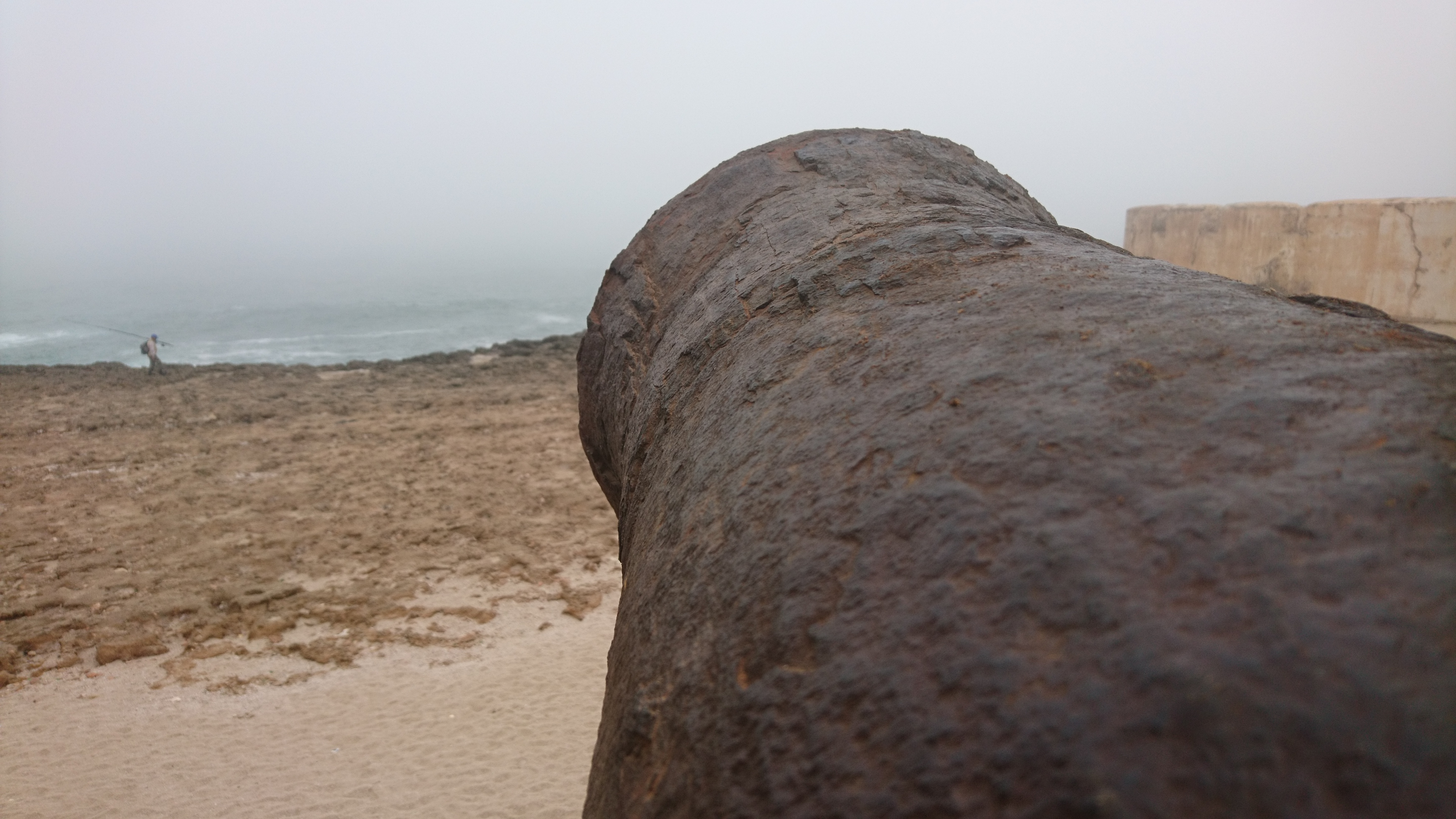
مدفع بسلا من زمن جمهورية أبي رقراق

كان النظام السياسي لجمهورية بورقراق، بلوتوقراطيا وأوليغاركيا، أكثر منه جمهوريا، بالمعنى المعاصر للمصطلح. هذه المفارقة التاريخية، في التسمية، مردها إلى انتشار تسمية «الجمهوريات البحرية» للدلالة على المدن/الدول التي كانت لها استقلالية سياسية ونشاط بحري مهم، على غرار الجمهوريات البحرية الإيطالية. رغم ذلك، اتسمت جمهورية بورقراق ببعض خصائص الأنظمة الغير الشمولية، كتداول السلط (و يستدل عليه بتغير قادتها بصفة دورية)، وفصل السلط (بين النظام القضائي والديوان)، بل وأيضا لامركزيتها، عبر محاصصة تمثيلية مكوناتها الثلاث (سلا، القصبة والرباط)، في أجهزتها التسييرية.

## النشاط الإقتصادي
لقد لعبت سلا باعتبارها محطة للقوافل الآتية من السودان دورا هاما في تفعيل الصادرات نحو أوربا، فإلى جانب الحبوب والجلود حملت القوافل المعادن النفيسة مثل النحاس والبرونز ومواد متنوعة كالصمغ والسندروس والغربيون وسلع أخرى، كمالية بالنسبة للأوربيين، مثل التمر والعاج والريش.
ومن جهة أخرى روجت اسواق سلا بضائع اوربية كالورق والصباغة والأنسجة. وقد وصل حجم الاستيراد من فرنسا خلال سنة واحدة، في نهاية القرن 17، إلى نصف مليون فرنك فرنسي. كانت إذا الأرباح التي حققتها فرنسا بمدينة سلا هامة.

## نشاط القرصنة البحرية

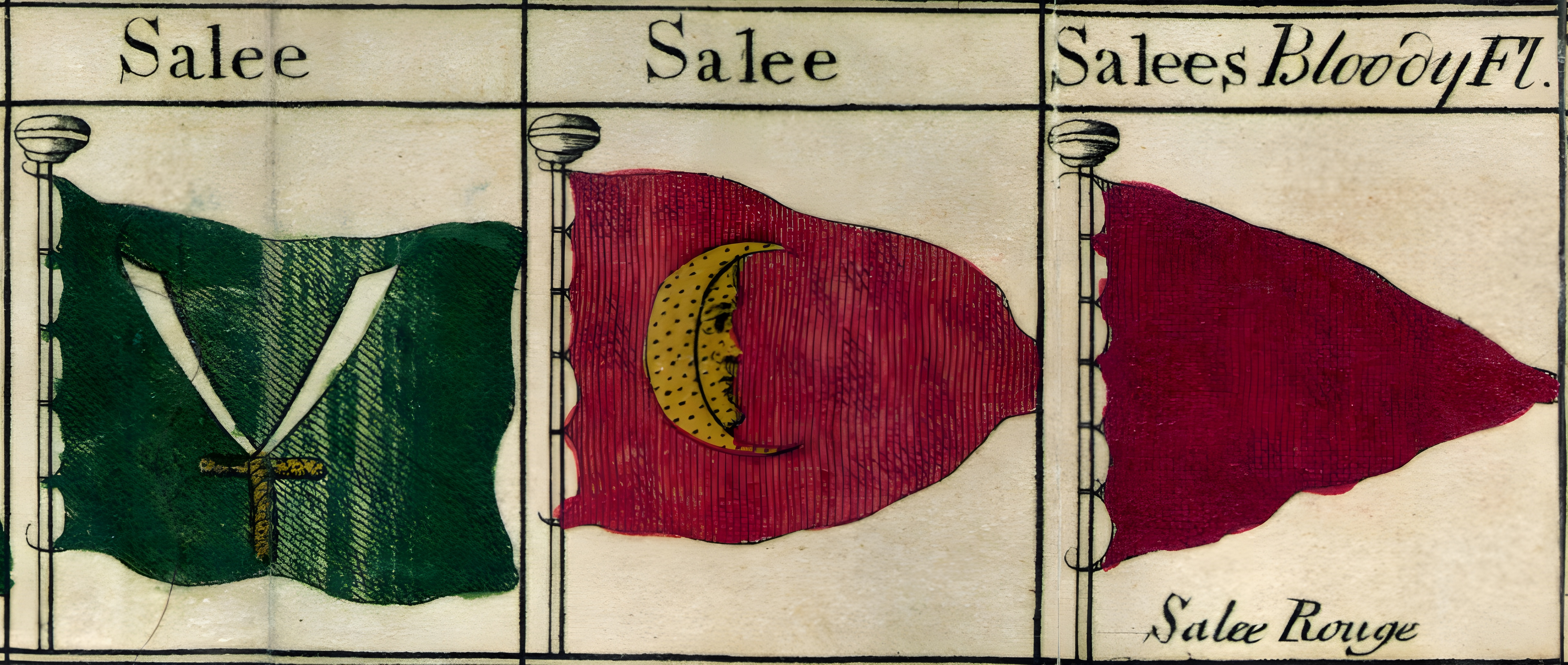
أعلام بحرية سلاوية، حسب قائمة كارينتون بولز

كان نشاط قراصنة بورقراق، أقرب إلى القرصنة التفويضية التي كان معمولا بها بين القوى الأوروبية، منه إلى اللصوصية البحرية، وهو ما يفسر غلبة تسمية القراصنة الموظفين (بالفرنسية: Corsaires)‏ لتوصيفهم في الأدبيات التاريخية، رغم عدم استناد نشاطهم على وثائق تفويض، على غرار تلك التي كانت تمنحها الدول الأوروبية لقراصنتها الموظفين. ومما يؤكد هذه الصفة، التضريب الذي كان ينطبق على غنائمهم، لفائدة الدولة السعدية (قبل 1627)، ثم لفائدة الديوان، ثم الدلائيين والعلويين، في مراحل لاحقة. إضافة إلى طابع الجهاد البحري الذي ميزها عن اللصوصية البحرية العادية، وجعلها سلاحا لمحاربة الدول الأوروبية، إلى غاية سنة 1818، سنة توقيع السلطان مولاي سليمان معاهدة، مع الدول الأوروبية تقضي بإيقاف أنشطة القرصنة التفويضية.

## امتدادات ثقافية
من أهم الأعمال الأدبية التي أشارت إلى قراصنة بورقراق، رواية روبنسون كروزو لدانيال ديفو، حيث تروي، ضمن أحداثها، اختطاف البطل من طرف القراصنة، وكيف عاش سنتين كعبد في سلا، قبل أن يتمكن من الفرار.
أما كتاب جيرمان مويت، سرد لسجن السيد مويت في مملكتي فاس والمغرب، اللتين ظل فيهما إحدى عشرة سنة، والذي ترجم إلى العربية بتسمية رحلة مويط، فيعتبر من أهم المراجع التي وصفت السياق الاجتماعي والسياسي لمصب بورقراق في النصف الثاني للقرن الثامن عشر.